# Salinas de Oro
Salinas de Oro (o Jaitz in basco) è un comune spagnolo di 105 abitanti situato nella comunità autonoma della Navarra.